# Gianni Cajafa
Gianni Cajafa, talvolta indicato come Gianni Caiafa (Napoli, 30 novembre 1914 – Milano, 19 aprile 1997), è stato un attore italiano di cinema, teatro, televisione e radio.
Ha vinto un Premio Sacher come miglior attore non protagonista per il film L'amore molesto nel 1995.

## Biografia
Inizia la carriera con il teatro di varietà prima dello scoppio della seconda guerra mondiale. In seguito lavora con Totò, Anna Magnani.
Nel 1950 fa parte della nutrita schiera di attori che interviene nella prima versione teatrale della commedia musicale Carosello napoletano, diretta da Ettore Giannini. Inoltre è attore radiofonico e recita in numerosi film (anche di genere poliziottesco), sceneggiati e telefilm.
Nel 1978 affianca Tony Renis ("philoconduttore") nella conduzione del varietà televisivo Stryx, diretto da Enzo Trapani, nel ruolo di Furcas, "console anti-fattura".
Nel 1983 prende parte a Il ras del quartiere, diretto da Carlo Vanzina. Nel 1990 prende parte a un episodio della serie televisiva Don Tonino. La sua ultima interpretazione cinematografica è nel 1995 in L'amore molesto, diretto da Mario Martone, che lo porta a vincere nello stesso anno un Premio Sacher come miglior attore non protagonista, oltre a venire candidato l'anno seguente per la medesima sezione anche al Ciak d'oro e al Nastro d'argento.
Muore a Milano il 19 aprile 1997.

### Vita privata
È il padre dell'attore e regista Roberto Cajafa e della figlia Eleonora Cajafa.

## Filmografia

### Cinema
- Napoleone, regia di Carlo Borghesio (1951)
- Non cantare... baciami!, regia di Giorgio Simonelli (1957)
- Maciste contro Ercole nella valle dei guai, regia di Mario Mattoli (1961)
- Il dominatore dei 7 mari, regia di Rudolph Maté e Primo Zeglio (1962)
- Le impiegate stradali (Batton Story), regia di Mario Landi (1976)
- Belli e brutti ridono tutti, regia di Domenico Paolella (1979)
- Sbirro, la tua legge è lenta... la mia... no!, regia di Stelvio Massi (1979)
- Il viziaccio, regia di Mario Landi (1980)
- Arrivano i miei, regia di Nini Salerno (1982)
- Il ras del quartiere, regia di Carlo Vanzina (1983)
- Il volatore di aquiloni, regia di Renato Pozzetto - direct-to-video (1987)
- Una fredda mattina di maggio, regia di Vittorio Sindoni (1990)
- Il tuffo, regia di Massimo Martella (1993)
- L'amore molesto, regia di Mario Martone (1995)

### Televisione
- L'uomo che sorride ovvero La Bisbetica domata in un altro modo, regia di Claudio Fino – film TV (1963)
- Minna di Barnhelm, regia di Flaminio Bollini – film TV (1963)
- Scaramacai e l'isola beata, regia di Alda Grimaldi – miniserie TV (1963)
- Oblomov, regia di Claudio Fino – miniserie TV, episodio 1x01 (1966)
- La donna di picche, regia di Leonardo Cortese – miniserie TV, episodio 1x05 (1972)
- Accadde a Lisbona, regia di Daniele D'Anza – miniserie TV, episodio 1x01 (1974)
- I grandi detective (Les grands détectives) – serie TV, episodio 1x05 (1975)
- Quello della porta accanto, regia di Stefano De Stefani – miniserie TV, episodio 1x02 (1975)
- Atelier, regia di Vito Molinari – miniserie TV, episodio 1x07 (1986)
- Colletti bianchi, regia di Bruno Cortini – serie TV (1988)
- Casa Carzzelli – serie TV (1989)
- Don Tonino – serie TV, episodi 1x06-2x06 (1990)

## Programmi televisivi
- Stryx, regia di Enzo Trapani – varietà TV (1978)

## Riconoscimenti
- Nastro d'argento
  - 1996 – Candidatura al miglior attore non protagonista per L'amore molesto

- Ciak d'oro
  - 1996 – Candidatura al miglior attore non protagonista per L'amore molesto

- Premio Sacher
  - 1995 – Miglior attore non protagonista per L'amore molesto